# 亮甲台镇
亮甲台镇，是中华人民共和国河北省承德市宽城满族自治县下辖的一个乡镇级行政单位。
2012年，河北省民政厅批复同意撤销亮甲台乡，设立亮甲台镇，镇人民政府驻亮甲台村桥北路6号。

## 行政区划
亮甲台镇下辖以下地区：
亮甲台村、大汉沟村、北五沟村、团山子村、杨树沟村、新北庄村和半壁山村。